# 戈洛维诺区
戈洛维诺区（俄語：Головинский район）是莫斯科北行政区的一区，面积8.93平方公里，人口106,612人。利霍博雷站位于此区内。